# Frederik Plum
Frederik Plum, född  12 oktober 1760 i Korsör och död 18 januari 1834 i Odense. Biskop i Odense där han avled. Psalmförfattare representerad i danska Psalmebog for Kirke og Hjem med psalmen Jesus Krist, du overvandt. Han var son till kapellanen, senare kyrkoherden i Korsör Claus Plum (1721-81) och hans hustru Anna Elisabeth Rohn (1730-85). Gift 1792 med Maria Sophia Munk. Från dem stammar personer med namnkombinationen Munk Plum.

## Biografi
Plum blev student i Odense 1778 och teologie kandidat vid Köpenhamns universitet 1788. 1789 utnämndes han till fängelsepräst för arresthuset i Köpenhamn. 1790 blev han filosofie doktor på en latinsk avhandling om tolkningen av gammaltestamentligt bildspråk och året efter kyrkoherde i Korsör-Tårnborg. 1792 blev han teologie doktor i Göttingen på en exegetisk undersökning av de grekiska översättningarna av profeterna Habakuk och Obadjas skrifter. 1794 blev han präst för Slagelse Herred.
Frederik Plum utförde ett stort arbete med att reformera fattig- och skolväsendet i Korsör och sedan i hela häradet. 1796 fick han ett större arbetsområde som kyrkoherde vid St. Mikkels kyrka i Slagelse, varefter han bland annat startade en offentlig läse- och arbetsskola i Slagelse.
1803 blev han domprost och kyrkoherde vid Vor Frue Kirke i Köpenhamn och genomförde därpå flera förbättringar inom huvudstadens allmänskoleväsen. 1809 blev han meddirektör för det nyuprättade pastoralseminariumet.
1811 utnämndes han till biskop i Odense och började med att reformera skolordningen där. 1813 grundade han Fyns Stiftsbibliothek, och 1815 stiftade han det fynska litterära sällskapet.
Frederik Plum var en engagerad och väl ansedd person, som uträttade mycket, som låg utanför hans egentliga arbetsfält, speciellt på det sociala och undervisningsmässiga området.
Han författade bland annat läseboken Anders Kiärbye af Vissenberg Sogn, en läsebok särskilt för Fynboer (1821). Syftet var att lära den fynska ungdomen att läsa, men också att ge den kunskap om och kärlek till hemtrakten och att höja ungdomens moral.

## Utmärkelser
- Riddare av Dannebrogorden,  1811[3]
- Kommendör av Dannebrogorden,  1828[3]

[Redigera Wikidata]